# Madridská konference
Madridská konference byla třídenní mírová konference pořádaná ve španělském Madridu pod patronací Spojených států a Sovětského svazu. Začala 30. října 1991 a zúčastnili se jí ministři zahraničí a čelní představitelé všech států Blízkého východu. Jednalo se o raný pokus mezinárodního společenství o nastartování mírového procesu prostřednictvím vyjednávání Izraele, arabských zemí (Sýrie, Libanon, Jordánsko) a palestinských Arabů. Krátce po Válce v Zálivu zformuloval americký prezident George H. W. Bush a jeho ministr zahraničí James Baker rámec plánů, který spolu se Sovětským svazem rozšířili ve zvací dopis pro Izrael, Sýrii, Libanon, Jordánsko a palestinské Araby. Cílem konference bylo popostrčit bilaterální jednání mezi Izraelci a palestinskými Araby a stejně tak multilaterální jednání mezi Izraelem a jeho arabskými sousedy.
I přesto, že samotná konference neměla bezprostředně žádný hmatatelný důsledek, do budoucna znamenala prolomení ledů a následující nová izraelská vláda Jicchaka Rabina tak měla lepší možnost pro jednání. Jicchak Šamir, který byl v době konference izraelským premiérem zpětně přiznal, že žádné ze zmiňovaných ústupků nemyslel vážně a pokoušel se tak pouze získat čas. Krátce po Madridské konference se mírový proces úplně zastavil, a to až do následujících izraelských parlamentních voleb a do jmenování Rabinovy vlády v roce 1992.
K prvním multilaterálním jednáním došlo již téhož roku v Moskvě a mnoha dalších evropských a blízkovýchodních městech. Mezi řešené problémy patřili uprchlíci, zdroje vody, zbrojení, ekonomický rozvoj, atp. Bilaterální jednání se konala hlavně ve Washingtonu a později tajně v Norsku. Právě tato multilaterální jednání nakonec vedla k uzavření Mírové dohody z Osla.